# さんぽサンデー
『さんぽサンデー』は、テレビ朝日系列で2015年7月5日から12月27日まで毎週日曜日の10:00 - 11:45（JST）に放送されていた旅番組（散歩番組）・バラエティ番組。

## 概要
視聴率低迷により3か月で終了したトークバラエティ番組『美女たちの日曜日』の後継番組として開始された。2016年1月10日より同枠で旅行番組『極上!旅のススメ』が開始されることになったため、本番組は2015年12月27日をもって終了した。

### ひと駅さんぽ
毎回2組のペアが、目的地のひと駅手前から散歩をし、寄り道や買い物をしながら目的地を目指していくのが基本的なルールである。番組の終盤で、2組のペアが目的地で合流し、最後に飲食店や居酒屋などで散歩（旅）を締めくくる。途中で各ペアが、目的地で合流したときに相手ペアに渡すお土産を買うのが恒例となっている。

### 山手線ぐるっと1周さんぽ
2015年10月11日放送分より開始。毎回2組のペアが散歩をするのはひと駅散歩と同じであるが、それぞれが同じ出発駅・目的地で山手線の内側と外側に分かれて散歩をする。

## 放送リスト
| No. | 放送日        | 内容                    | 目的地   | 出発駅                   | 出演者                               |
| --- | ------------- | ----------------------- | -------- | ------------------------ | ------------------------------------ |
| 1   | 2015年 7月5日 | ひと駅さんぽ            | 浅草     | 蔵前駅                   | 平泉成、はるな愛                     |
| 1   | 2015年 7月5日 | ひと駅さんぽ            | 浅草     | とうきょうスカイツリー駅 | 戸田恵子、勝俣州和                   |
| 2   | 7月12日       | ひと駅さんぽ            | 銀座     | 築地駅                   | 中尾彬、池波志乃                     |
| 2   | 7月12日       | ひと駅さんぽ            | 銀座     | 東京駅                   | 六角精児、清水ミチコ                 |
| 3   | 7月19日       | ひと駅さんぽ            | 谷中     | 根津駅                   | 三遊亭好楽、岡江久美子               |
| 3   | 7月19日       | ひと駅さんぽ            | 谷中     | 西日暮里駅               | コロッケ、三船美佳                   |
| 4   | 7月26日       | ひと駅さんぽ            | 鎌倉     | 和田塚駅                 | 大和田獏、具志堅用高                 |
| 4   | 7月26日       | ひと駅さんぽ            | 鎌倉     | 北鎌倉駅                 | 池上季実子、榊原郁恵                 |
| 5   | 8月2日        | ひと駅さんぽ            | 神楽坂   | 飯田橋駅                 | 柳沢慎吾、川上麻衣子                 |
| 5   | 8月2日        | ひと駅さんぽ            | 神楽坂   | 早稲田駅                 | 野々村真、森尾由美                   |
| 6   | 8月9日        | ひと駅さんぽ            | 巣鴨     | 駒込駅                   | 梅沢富美男、瀬川瑛子                 |
| 6   | 8月9日        | ひと駅さんぽ            | 巣鴨     | 大塚駅                   | 草野仁、松本明子                     |
| 7   | 8月16日       | ひと駅さんぽ            | 上野     | 鶯谷駅                   | 山下真司、遠藤久美子                 |
| 7   | 8月16日       | ひと駅さんぽ            | 上野     | 御徒町駅                 | 小倉久寛、西村知美                   |
| 8   | 8月23日       | ひと駅さんぽ            | 北千住   | 小菅駅                   | 山川豊、安田美沙子、鳥羽一郎         |
| 8   | 8月23日       | ひと駅さんぽ            | 北千住   | 南千住駅                 | 峰竜太、高橋ひとみ                   |
| 9   | 9月6日        | ひと駅さんぽ            | 江古田   | 桜台駅                   | 浅野ゆう子、山村紅葉                 |
| 9   | 9月6日        | ひと駅さんぽ            | 江古田   | 東長崎駅                 | ヨネスケ、東貴博                     |
| 10  | 9月13日       | ひと駅さんぽ            | 両国     | 浅草橋駅                 | 天童よしみ、今陽子、おおい大輔       |
| 10  | 9月13日       | ひと駅さんぽ            | 両国     | 錦糸町駅                 | 真琴つばさ、藤吉久美子               |
| 11  | 9月20日       | ひと駅さんぽ            | 赤羽     | 北赤羽駅                 | 笹野高史、佐野史郎                   |
| 11  | 9月20日       | ひと駅さんぽ            | 赤羽     | 東十条駅                 | 石野真子、堀ちえみ                   |
| 12  | 9月27日       | ひと駅さんぽ            | 門前仲町 | 月島駅                   | 八代亜紀、国生さゆり                 |
| 12  | 9月27日       | ひと駅さんぽ            | 門前仲町 | 清澄白河駅               | 大杉漣、林家正蔵                     |
| 13  | 10月4日       | ひと駅さんぽ            | 荻窪     | 西荻窪駅                 | 伊藤かずえ、南野陽子                 |
| 13  | 10月4日       | ひと駅さんぽ            | 荻窪     | 阿佐ケ谷駅               | 渡辺正行、原日出子                   |
| 14  | 10月11日      | 山手線ぐるっと1周さんぽ | 五反田駅 | 品川駅高輪口（内側）     | 哀川翔、MINAMI                       |
| 14  | 10月11日      | 山手線ぐるっと1周さんぽ | 五反田駅 | 品川駅港南口（外側）     | 秋野暢子、中村俊介                   |
| 15  | 10月18日      | ひと駅さんぽ            | 蒲田     | 大森駅                   | 島田洋七、斉木しげる                 |
| 15  | 10月18日      | ひと駅さんぽ            | 蒲田     | 矢口渡駅                 | 室井滋、板谷由夏                     |
| 16  | 10月25日      | ひと駅さんぽ            | 神保町   | 大手町駅                 | 紫吹淳、はるな愛                     |
| 16  | 10月25日      | ひと駅さんぽ            | 神保町   | 水道橋駅                 | 渡辺徹、渡部陽一                     |
| 17  | 11月8日       | 山手線ぐるっと1周さんぽ | 恵比寿駅 | 五反田駅（内側）         | 塚地武雅（ドランクドラゴン）、浅香唯 |
| 17  | 11月8日       | 山手線ぐるっと1周さんぽ | 恵比寿駅 | 五反田駅（外側）         | 酒井敏也、遼河はるひ                 |
| 18  | 11月15日      | ひと駅さんぽ            | 立川     | 西立川駅                 | 長山洋子、松居直美                   |
| 18  | 11月15日      | ひと駅さんぽ            | 立川     | 西国立駅                 | 北村総一朗、的場浩司                 |
| 19  | 11月22日      | ひと駅さんぽ            | 武蔵小杉 | 武蔵中原駅               | 山本譲二、小金沢昇司                 |
| 19  | 11月22日      | ひと駅さんぽ            | 武蔵小杉 | 元住吉駅                 | 田丸麻紀、中田喜子                   |
| 20  | 11月29日      | ひと駅さんぽ            | 上野毛駅 | 二子玉川駅               | モト冬樹、西田ひかる                 |
| 20  | 11月29日      | ひと駅さんぽ            | 上野毛駅 | 等々力駅                 | 藤田朋子、松村雄基                   |
| 21  | 12月6日       | ひと駅さんぽ            | 後楽園駅 | 本郷三丁目駅             | 由紀さおり、坂本冬美                 |
| 21  | 12月6日       | ひと駅さんぽ            | 後楽園駅 | 茗荷谷駅                 | 吉幾三、勝俣州和                     |
| 22  | 12月13日      | ひと駅さんぽ            | 武蔵小山 | 西小山駅                 | 大和田伸也、美帆                     |
| 22  | 12月13日      | ひと駅さんぽ            | 武蔵小山 | 不動前駅                 | 野口五郎、羽田美智子                 |
| 23  | 12月20日      | ひと駅さんぽ            | 西新井   | 竹ノ塚駅                 | 六平直政、川﨑麻世                   |
| 23  | 12月20日      | ひと駅さんぽ            | 西新井   | 大師前駅                 | 五月みどり、カイヤ                   |
| 24  | 12月27日      | 終着駅さんぽ            | 川越     | 本川越駅                 | 筧利夫、藤井隆                       |
| 24  | 12月27日      | 終着駅さんぽ            | 川越     | 本川越駅                 | 中村玉緒、研ナオコ、陣内智則         |

### 備考
全て2015年。
- 8月2日は、本番組後続の『サンデースクランブル・第1部』の30分前倒し拡大（11:15 - 11:50）のため、30分早く終了した。
- 8月30日は、『鉄道生バラエティ あさテツ』放送のため、休止。
- 11月1日は、「秩父宮賜杯第47回全日本大学駅伝対校選手権大会」中継（7:00 - 13:40）のため、休止。

## スタッフ
- ナレーター：小山茉美
- 構成：中野俊成、デーブ八坂、藤澤朋幸
- ロケ技術：櫻井栄希、西山政宏、堂本昌宏、石井健一、山田大輔、柴田義行、大場悟、竹内義拡、山田洋和、唐澤悟、芦田沙織、海野亮、板橋翔、三好哲也、石塚和孝、松川翔、丹野基樹、笠原祥希、吉田剛、涌田真也（週替わり）
- 編集：真木伸彦、押鐘慎司、田中誠一、橋口愛
- CG：小林貴雄、山本淳史
- MA：吉村良太郎、斉藤冬彦
- 音効：鈴木路子、有坂香
- TK：多田羅英子、吉条雅美
- 編成：田中真由子→瀧川恵
- 宣伝：望野智美
- 制作スタッフ：山本薫理、外山眞貴子、松岡正樹、千田理恵、高木彬光、田中青空、千田健輔、中西萌文、佐藤祐貴
- AP：河野朋恵、後藤清美、笠井彩
- ディレクター：宮澤拓郎、松原広直、岡本晃尚、仲川陽介、又野信之、渡邊修一、杉浦智、飛田佳朗、佐津川陽、塚田秋春、里永知洋、シンイチ、郡亮太、三上昭人、田中慎一、中島彰人、松原広直、武田元紀（武田→以前は、制作スタッフ）、高木智和（週替わり）
- プロデューサー：古瀬麻衣子・引地夏規／三浦大輔（ViViA）、中澤慎吾（ViViA）、黒木明紀（NON PRO）、三好剛（IVSテレビ）（週替わり）
- ゼネラルプロデューサー：本部純
- 制作協力：ViViA、NON PRO、IVSテレビ制作（週替わり）
- 制作著作：テレビ朝日

## ネット局
| 放送対象地域   | 放送局                       | 系列           | 放送日時           | ネット状況 |
| -------------- | ---------------------------- | -------------- | ------------------ | ---------- |
| 関東広域圏     | テレビ朝日（EX）             | テレビ朝日系列 | 日曜 10:00 - 11:45 | 制作局     |
| 北海道         | 北海道テレビ（HTB）          | テレビ朝日系列 | 日曜 10:00 - 11:45 | 同時ネット |
| 青森県         | 青森朝日放送（ABA）          | テレビ朝日系列 | 日曜 10:00 - 11:45 | 同時ネット |
| 岩手県         | 岩手朝日テレビ（IAT）        | テレビ朝日系列 | 日曜 10:00 - 11:45 | 同時ネット |
| 宮城県         | 東日本放送（KHB）            | テレビ朝日系列 | 日曜 10:00 - 11:45 | 同時ネット |
| 秋田県         | 秋田朝日放送（AAB）          | テレビ朝日系列 | 日曜 10:00 - 11:45 | 同時ネット |
| 山形県         | 山形テレビ（YTS）            | テレビ朝日系列 | 日曜 10:00 - 11:45 | 同時ネット |
| 福島県         | 福島放送（KFB）              | テレビ朝日系列 | 日曜 10:00 - 11:45 | 同時ネット |
| 新潟県         | 新潟テレビ21（UX）           | テレビ朝日系列 | 日曜 10:00 - 11:45 | 同時ネット |
| 長野県         | 長野朝日放送（abn）          | テレビ朝日系列 | 日曜 10:00 - 11:45 | 同時ネット |
| 静岡県         | 静岡朝日テレビ（SATV）       | テレビ朝日系列 | 日曜 10:00 - 11:45 | 同時ネット |
| 石川県         | 北陸朝日放送（HAB）          | テレビ朝日系列 | 日曜 10:00 - 11:45 | 同時ネット |
| 中京広域圏     | 名古屋テレビ（メ～テレ/NBN） | テレビ朝日系列 | 日曜 10:00 - 11:45 | 同時ネット |
| 近畿広域圏     | 朝日放送（ABC）              | テレビ朝日系列 | 日曜 10:00 - 11:45 | 同時ネット |
| 広島県         | 広島ホームテレビ（HOME）     | テレビ朝日系列 | 日曜 10:00 - 11:45 | 同時ネット |
| 山口県         | 山口朝日放送（yab）          | テレビ朝日系列 | 日曜 10:00 - 11:45 | 同時ネット |
| 香川県・岡山県 | 瀬戸内海放送（KSB）          | テレビ朝日系列 | 日曜 10:00 - 11:45 | 同時ネット |
| 愛媛県         | 愛媛朝日テレビ（eat）        | テレビ朝日系列 | 日曜 10:00 - 11:45 | 同時ネット |
| 福岡県         | 九州朝日放送（KBC）          | テレビ朝日系列 | 日曜 10:00 - 11:45 | 同時ネット |
| 長崎県         | 長崎文化放送（ncc）          | テレビ朝日系列 | 日曜 10:00 - 11:45 | 同時ネット |
| 熊本県         | 熊本朝日放送（KAB）          | テレビ朝日系列 | 日曜 10:00 - 11:45 | 同時ネット |
| 大分県         | 大分朝日放送（OAB）          | テレビ朝日系列 | 日曜 10:00 - 11:45 | 同時ネット |
| 鹿児島県       | 鹿児島放送（KKB）            | テレビ朝日系列 | 日曜 10:00 - 11:45 | 同時ネット |
| 沖縄県         | 琉球朝日放送（QAB）          | テレビ朝日系列 | 日曜 10:00 - 11:45 | 同時ネット |

### 一部系列局でのネット返上について
- 一部系列局では、地元の高校野球地方大会（県大会等）中継に伴い、臨時でネットを返上する回が生じた。朝日放送では2015年8月9日と16日に夏の高校野球中継を優先したため、ネット返上となった。
- 2015年8月9日、長崎文化放送では、『被爆70年長崎平和祈念式典中継〜語り次ぐ夏』放送のため、ネット返上。
- 2015年11月8日、九州朝日放送では、『熱烈応援!福岡マラソン2015』放送のため、ネット返上。
- 2015年11月22日、九州朝日放送では、『祝V2!ホークス日本一 たっぷり魅せます!熱男』放送のため、ネット返上。